# Таня Паугофова
Таня Паугофова (нар. 13 серпня 1983, Братислава, Чехословаччина) — словацька акторка театру та кіно. Закінчила Вищу школу виконавських мистецтв у Братиславі.

## Вибіркова фільмографія
- Музика (2008)
- Ніна (2018)